# Peter Ludwig Petersen
Peter Ludwig Petersen (* 25. April 1901 in Starup; † 24. August 1995 in Oster-Ohrstedt) war ein deutscher Politiker (NSDAP, DP).

## Leben und Beruf
Petersen besuchte das Humanistische Gymnasium „Johanneum“ Hadersleben bis zur Obersekunda und ging danach auf die höhere Landbauschule in Schleswig, wo er zum staatlich geprüften Landwirt ausgebildet wurde. Es folgte eine Ausbildung als Landwirt in Schleswig, ehe er Verwalter und Pächter landwirtschaftlicher Betriebe wurde. Im April 1951 übernahm er einen Bauernhof in Oster-Ohrstedt, den er selbst bewirtschaftete.

## Politik
In der Weimarer Republik war er in der Landvolkbewegung in der Husumer Gegend aktiv und engagiert sich in einer „Not- und Schicksalsgemeinschaft“ gegen Zwangsräumungen von Höfen. Zum 1. Dezember 1928 trat er der NSDAP bei (Mitgliedsnummer 108.202). 1929 schloss er sich der SA an, bei der er es bis zum Hauptsturmführer brachte. Von 1933 bis zur Auflösung am 1. Januar 1934 gehörte er dem Provinziallandtag Schleswig-Holstein an. Petersen war Mitglied des Kreistages und des Kreisausschusses Husum. Er war nach 1933 Ortsgruppenleiter, stellvertretender Kreisleiter und Kreisamtsleiter sowie Hauptabteilungsleiter der Landesbauernschaft Schleswig-Holstein und während des Zweiten Weltkrieges stellvertretender Leiter des Provinzialernährungsamtes Schleswig-Holstein.
Zunächst von der britischen Besatzungsmacht im Internierungslager Gadeland und später im Internierungslager Eselheide interniert, wurde Petersen 1947 entlassen und als „Belasteter“ (Stufe III) entnazifiziert. Danker und Lehmann-Himmel charakterisieren ihn in ihrer Studie über das Verhalten und die Einstellungen der Schleswig-Holsteinischen Landtagsabgeordneten und Regierungsmitglieder der Nachkriegszeit in der NS-Zeit als „exponiert-nationalsozialistisch“ und begründen das mit seinen höheren Parteifunktionen in der NSDAP.
Er wurde 1953 Mitglied der Deutschen Partei und war bereits im Herbst desselben Jahres deren Landesvorsitzender. 1954 wurde er über Liste des Wahlbündnisses Schleswig-Holstein-Block, das die DP mit der Schleswig-Holsteinischen Gemeinschaft gebildet hatte, in den Landtag von Schleswig-Holstein gewählt, wo er bis zu seinem Ausscheiden 1958 Fraktionsvorsitzender des Bündnisses war.